# 琉球國由來記
《琉球國由來記》是琉球國第二尚氏王朝時期的地方誌，由琉球王府組織編纂。這是琉球王府編纂的第一部體系的地方誌。
根據該書的序文「諸事由來記序」的說法，該書於1713年11月（康熙五十二年）編成，上呈尚敬王御覽。此外序文中也提到了編纂該書的目的。當時王府典籍中對禁城中諸公事以及每年每月儀式的由來並不明確。到了尚敬王在位的時候，德政日治，因此尚敬王命令諸大臣對其進行調查並寫成此書。在伊波普猷的「《琉球國由來記》解說」一文中，將《琉球國由來記》比作琉球的《延喜式》。

## 《琉球國由來記》的編纂者
- 攝政
  - 向祐（豐見城王子朝匡）
- 三司官
  - 向元良（田島親方朝由）
  - 翁自道（伊舍堂親方盛富）
  - 馬獻圖（浦添親方良意）
- 舊規由來寄奉行
  - 向維屏（仲里按司朝英）
  - 穎德安（糸數親雲上朝忠）
- 同中取
  - 向維藩（源河親雲上朝忠）
  - 向弘業（宇久田親雲上朝遇）

## 目錄
| 卷次 | 內容                         |      | 卷次                                         | 內容 |
| 卷1  | 王城之公事                   | 卷12 | 各處祭祀1 島尻方西部八間切                   |      |
| 卷2  | 官職列品                     | 卷13 | 各處祭祀2 島尻方東部七間切                   |      |
| 卷3  | 事始 乾                      | 卷14 | 各處祭祀3 中頭方十一間切                     |      |
| 卷4  | 事始 坤                      | 卷15 | 各處祭祀4 國頭方九間切                       |      |
| 卷5  | 城中御嶽併首里中御嶽年中祭祀 | 卷16 | 各處祭祀5 伊江島、伊平屋島                   |      |
| 卷6  | 國廟、玉陵                   | 卷17 | 各處祭祀6 粟國島、渡名喜島、同離島出砂、鳥島 |      |
| 卷7  | 泊村由來記                   | 卷18 | 各處祭祀7 慶良間島二間切                     |      |
| 卷8  | 那霸由來記                   | 卷19 | 各處祭祀8 久米島二間切                       |      |
| 卷9  | 唐榮舊記全集                 | 卷20 | 各處祭祀9 宮古島                             |      |
| 卷10 | 諸寺舊記                     | 卷21 | 各處祭祀10 八重山島                          |      |
| 卷11 | 密門諸寺緣起                 |      |                                              |      |

## 外部連結
- 《琉球国由来記集》 （页面存档备份，存于）、伊波普猷文庫、琉球大学附屬圖書館藏